# Traktor DJ Studio
Traktor Pro 3 — программное обеспечение для профессионального диджеинга[неизвестный термин] от немецкого разработчика Native Instruments.
Позволяет воспроизводить несколько файлов одновременно (формата MP3, WAV, AIFF, Аудио CD), создавая миксы. Есть два дисплея с двухцветным показом формы волны (высокие/низкие частоты), функция определения темпа (с автоматической синхронизацией), независимые функции сжатия/растяжения и изменения высоты тона (±100 %) в реальном времени, двухканальный микшер с трехполосным или четырехполосным эквалайзером, регулировкой чувствительности (в том числе автоматической), кроссфейдером (с регулируемой характеристикой) и мониторной секцией.
Имеются два фильтра (полосовой, узкополосный режекторный) с регулировкой частоты, добротности и уровня резонанса, база данных с функциями сортировки и поиска (совместима с базой данных Final Scratch).
Для каждого трека можно установить до десяти позиций локаторов и до десяти бесшовных петель. Возможны: реверсивное воспроизведение, автоматизация всех функций, запись всех действий, экспорт микса в файл формата WAV или AIFF, создание пользовательских клавиатурных сокращений, управление по MIDI (с функцией обучения), синхронизация с другими программами посредством OSC и MIDI Clock, сохранение тегов ID 3, импорт тегов iTunes.

## Traktor DJ для iPad
В феврале 2013 года Native Instruments выпустила приложение Traktor DJ для iPad.
Это первое приложение профессионального уровня для диджеинга на iPad, благодаря которому у диджеев во всём мире появилась возможность выбора инструмента для выступлений между ноутбуком и планшетом.